# 209
209 (CCIX) var ett normalår som började en söndag i den julianska kalendern.

## Händelser

### Okänt datum
- Publius Septimius Geta får titlarna Imperator och Augustus från sin far, kejsar Septimius Severus.
- Satavahanakungen Chandashri inleder sitt styre över Andhra i Indien.